# سحاب

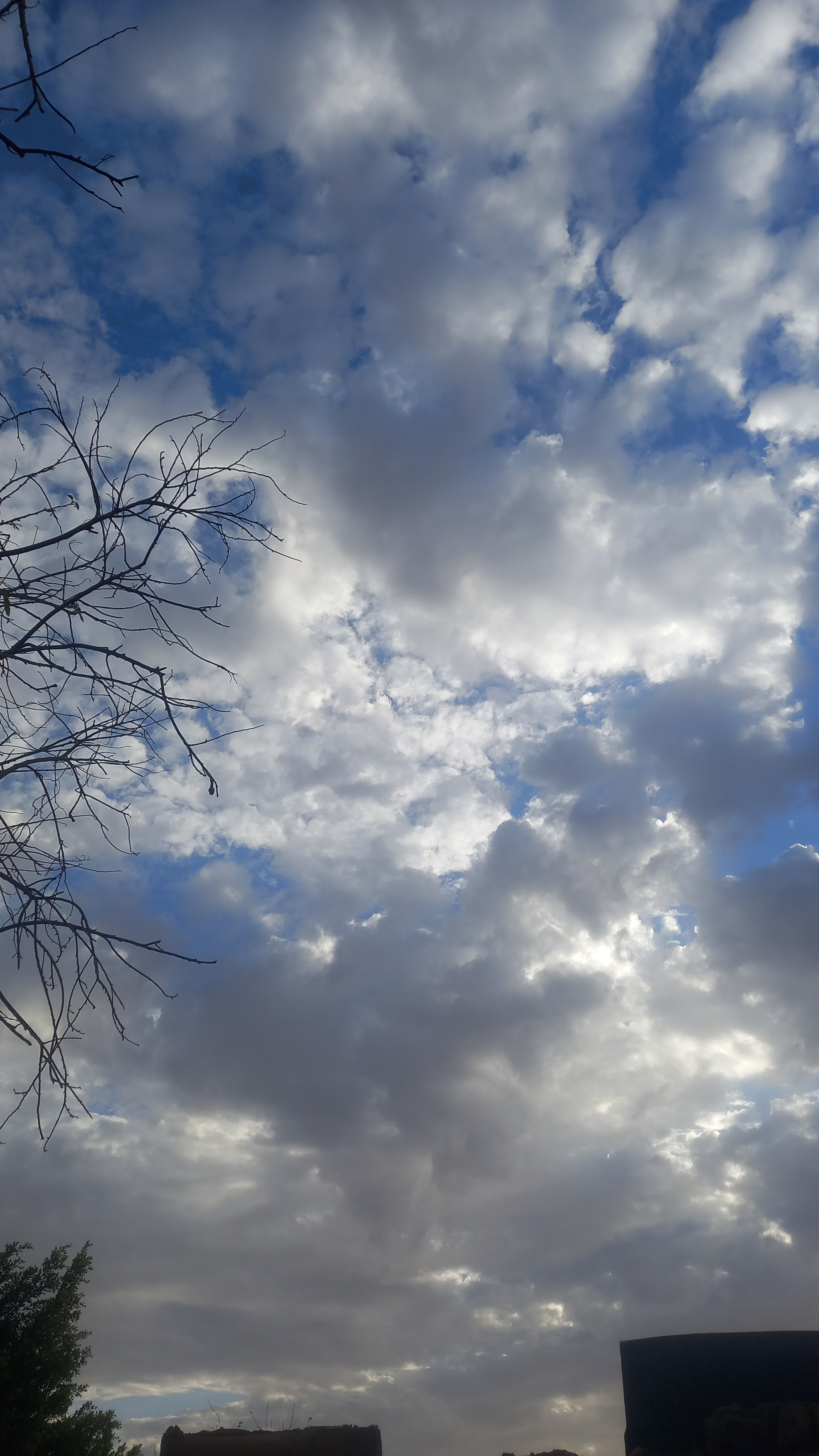

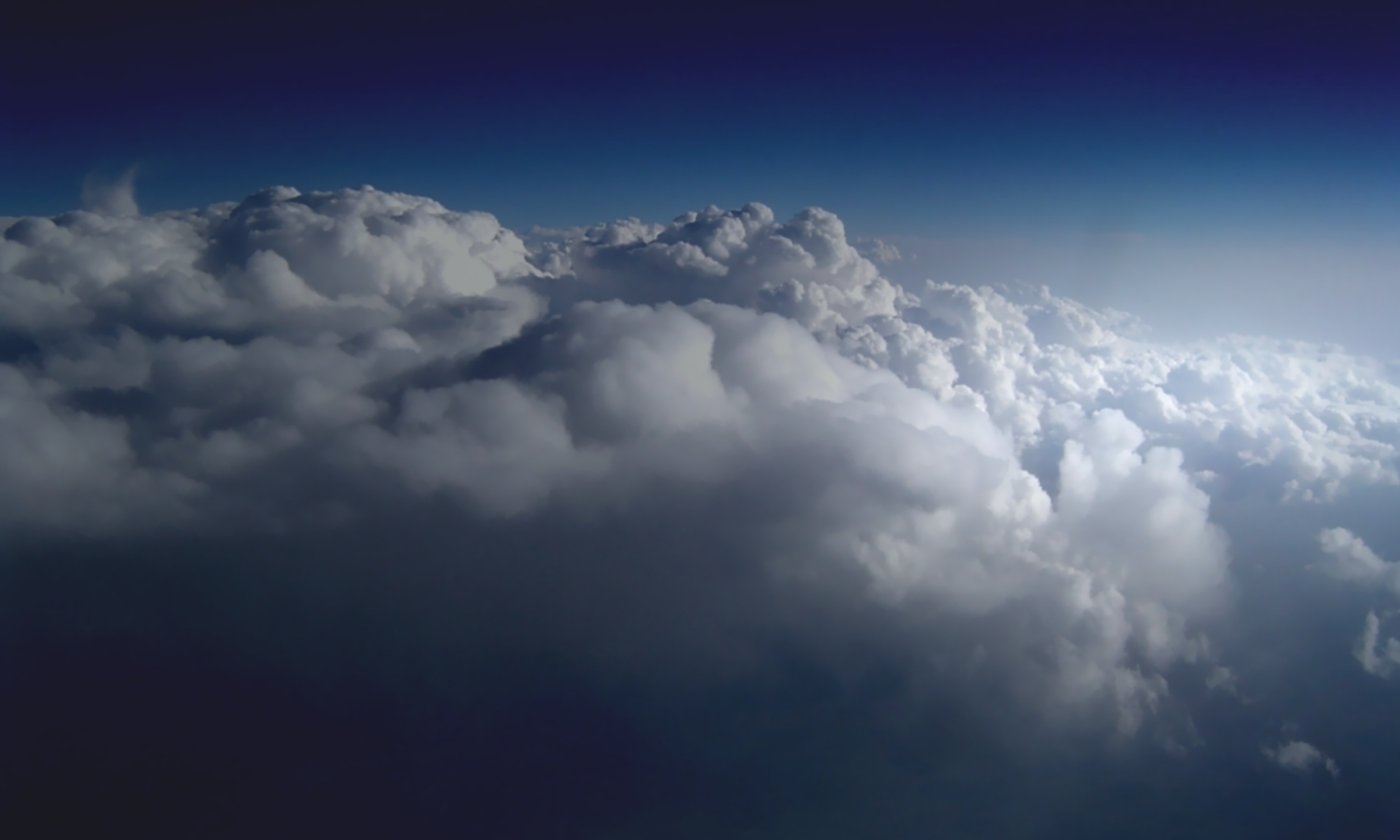
سحب مرئية من نافذة طائرة

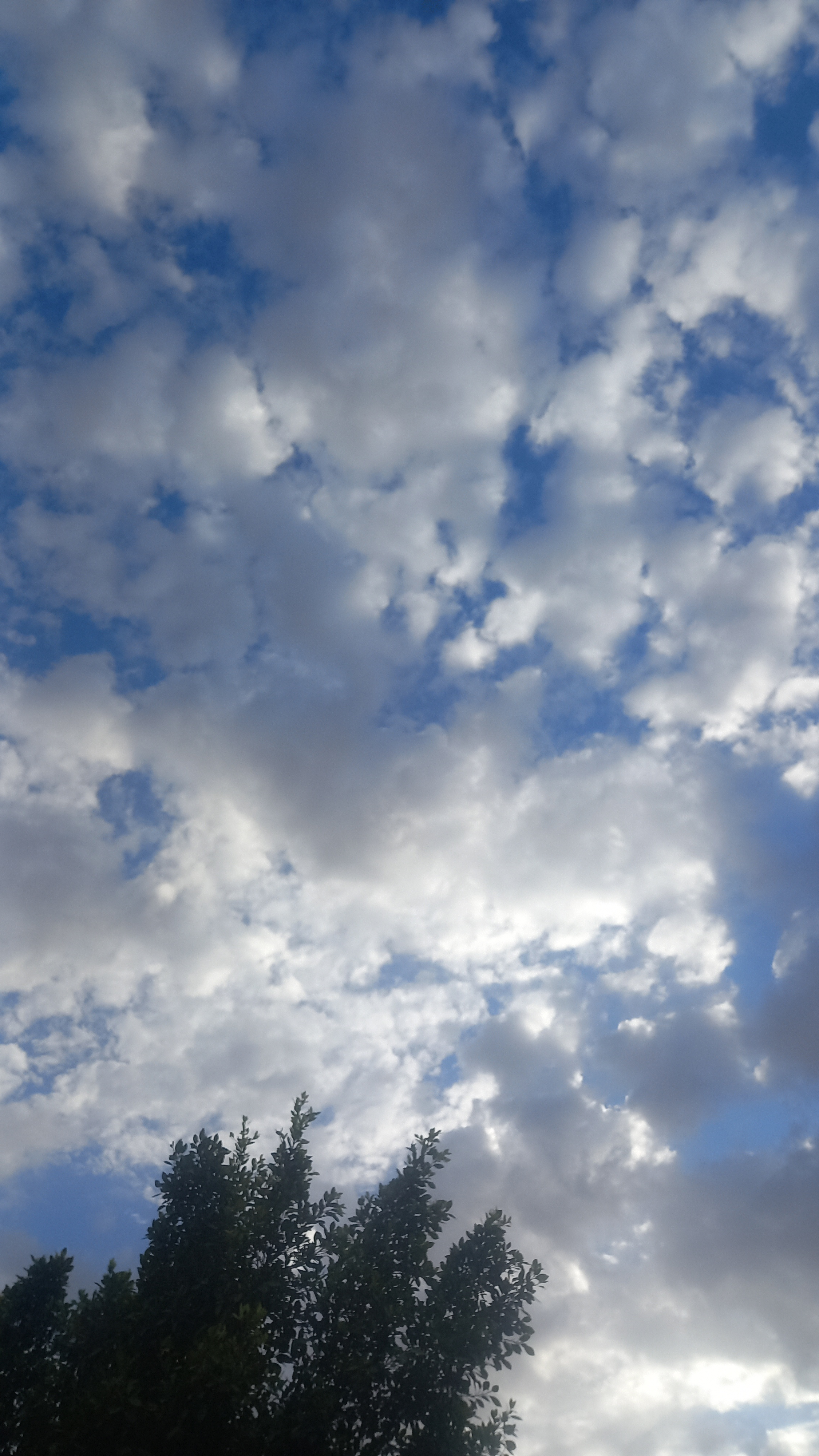

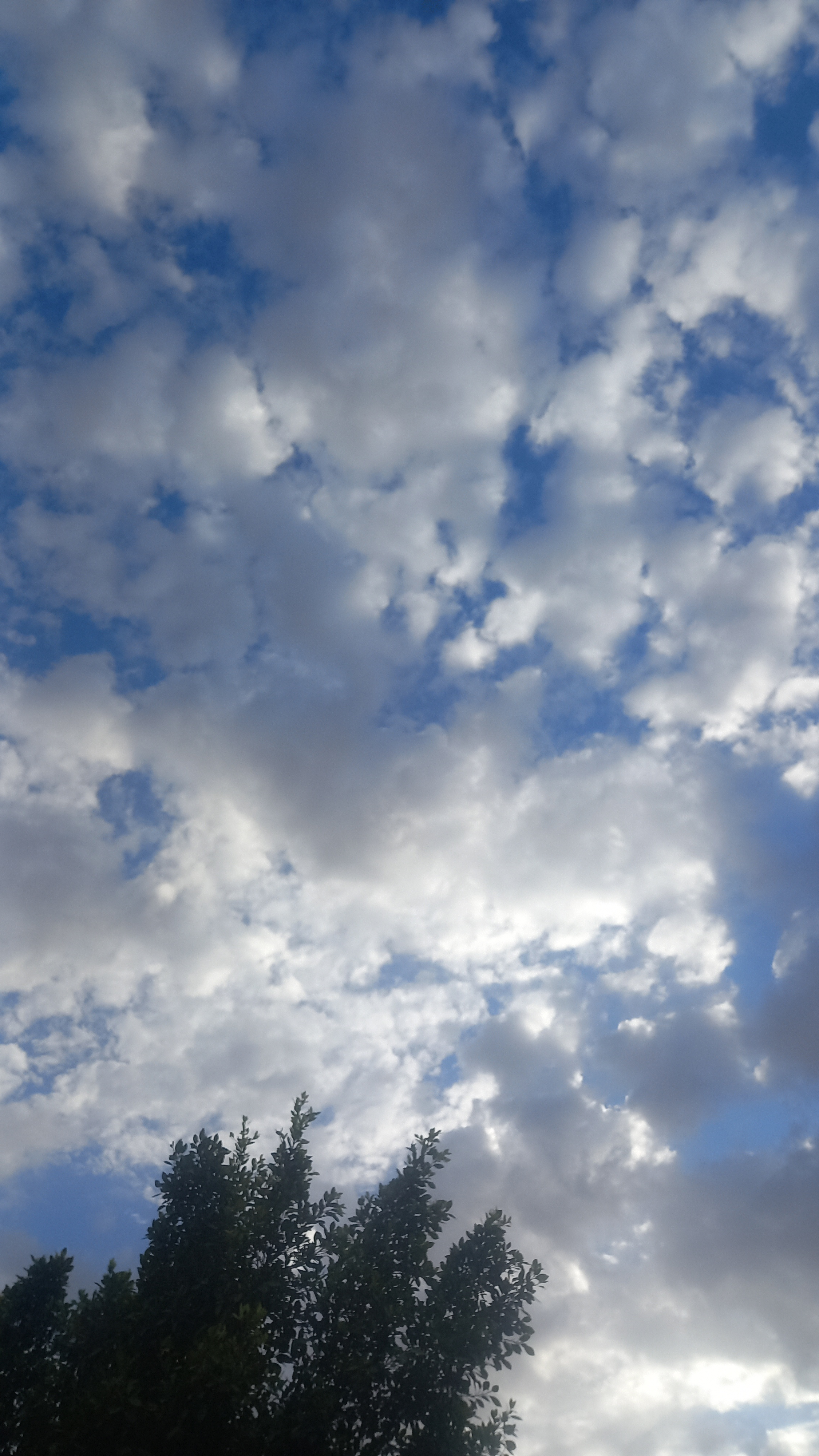

السحابة أو الغيمة تجمّع مرئي لجزيئات دقيقة من الماء أو الجليد أو كليهما معًا يتراوح قطرها ما بين 1 إلى 100 ميكرون، تبدو سابحة في الجو على ارتفاعات مُختلفة كما تبدو بأشكالٍ وأحجامٍ وألوانٍ مُتباينة، كما تحتوي على بخار الماء والغبار وكميّة هائلة من الهواء الجاف ومواد سائلة أخرى وجزيئات صلبة مُنبعثة من الغازات الصناعيّة.
تعتبر السحب شكل من أشكال الرطوبة الجويّة التي يمكن رؤيتها بالعين المجرّدة، حيث تعتبر الشمس المُحرّك الأساسي لدورة الماء، تقوم بتسخين المحيطات التي تحوّل جزءاً من مياهها من حالتها السائلة إلى بخار، فتقوم التيارات الهوائية المتصاعدة بأخذ بخار الماء إلى داخل الغلاف الجوي (حيث درجات الحرارة المنخفضة) فيتكاثف الهواء المشبّع ببخار الماء مكونًا بذلك جزيئات الماء السائلة أو المتجمدة فتمتزج بذرات الغبار مشكلة بذلك السحب.
بما أنّ درجة كثافة السحب هي من 10 إلى 100 مّرة أقل من درجة كثافة الهواء فإنّها تطفو في السماء، أمّا ما يُفسّر تحرّك السحب عبر الرياح هو الحركة الدائمة لجزيئات الهواء التي تدفع كل الكتل التي تحتك بها بما في ذلك السحب.
تنقسم السحب حسب ارتفاعها إلى 3 أقسام: السحب عالية الارتفاع، السحب متوسطة الارتفاع والسحب منخفضة الارتفاع. تنقسم كل مجموعة من المجموعات الثلاثة إلى عدّة أنواع ويمكن ان تتكون السحب في الأيام الحارة.

تصنيف السحب

في علم الأرصاد الجوية السحابة هباء يتكون من كتلة مرئية من قطرات سائلة صغيرة أو بلورات مجمدة أو جسيمات أخرى معلقة في الغلاف الجوي لجسم كوكبي أو فضاء مشابه. قد يتكون الماء أو المواد الكيميائية الأخرى المختلفة من القطرات والبلورات. على الأرض ، تتكون الغيوم نتيجة تشبع الهواء عند تبريده إلى نقطة الندى ، أو عندما يكتسب رطوبة كافية (عادة في شكل بخار ماء) من مصدر مجاور لرفع نقطة الندى إلى المحيط درجة الحرارة. يتم رؤيتها في الغلاف الجوي المتجانس للأرض ، والذي يشمل طبقة التروبوسفير والستراتوسفير والميزوسفير. علم الكلى هو علم الغيوم ، والذي يتم إجراؤه في فرع الفيزياء السحابية للأرصاد الجوية. هناك طريقتان لتسمية السحب في طبقاتها الخاصة من الغلاف المتجانس وهما اللاتينية والمشتركة.
أنواع الأجناس في التروبوسفير ، الطبقة الجوية الأقرب إلى سطح الأرض ، لها أسماء لاتينية بسبب التبني العالمي لتسميات لوك هوارد التي تم اقتراحها رسميًا في عام 1802. وقد أصبحت أساسًا لنظام دولي حديث يقسم السحب إلى خمسة أشكال فيزيائية يمكن تقسيمها أو تصنيفها إلى مستويات ارتفاع لاشتقاق عشرة أجناس أساسية. أنواع السحابة التمثيلية الرئيسية لكل من هذه الأشكال هي طبقات الشكل ، الركامية الشكل ، الطبقية الشكلية ، الركامية الشكلية ، والسمعية الشكل. لا تحتوي السحب منخفضة المستوى على أي بادئات متعلقة بالارتفاع. ومع ذلك ، تُعطى الأنواع الطبقية الشكل والطبقية الشكل متوسطة المستوى البادئة أيضًا- بينما المتغيرات عالية المستوى لهذين الشكلين نفسهما تحمل البادئة cirro-. في كلتا الحالتين ، يتم إسقاط strato- من الشكل الأخير لتجنب البادئة المزدوجة. أنواع الأجناس ذات المدى الرأسي الكافي لتحتل أكثر من مستوى لا تحمل أي بادئات متعلقة بالارتفاع. تُصنَّف رسميًا على أنها منخفضة أو متوسطة المستوى اعتمادًا على الارتفاع الذي يتشكل عنده كل منها في البداية ، كما تُصنَّف بشكل غير رسمي على أنها متعددة المستويات أو عموديًا. يمكن تقسيم معظم الأجناس العشرة المشتقة من طريقة التصنيف هذه إلى أنواع ثم تقسيمها إلى أصناف. تُطلق على السحب الطبقية المنخفضة جدًا التي تمتد إلى سطح الأرض الأسماء الشائعة الضباب والضباب ولكن ليس لها أسماء لاتينية.
في الستراتوسفير والميزوسفير تشترك السحب في أسماء أنواعها الرئيسية. قد يكون لها مظهر حجاب أو صفائح طبقية الشكل أو خصلات سمكية أو شرائط أو تموجات طبقية الشكل. نادرًا ما تُرى ، معظمها في المناطق القطبية من الأرض. لوحظ وجود غيوم في أجواء الكواكب والأقمار الأخرى في النظام الشمسي وما وراءه. ومع ذلك ، نظرًا لخصائص درجات الحرارة المختلفة ، غالبًا ما تتكون من مواد أخرى مثل الميثان والأمونيا وحمض الكبريتيك وكذلك الماء.
يمكن أن يكون لسحب التروبوسفير تأثير مباشر على تغير المناخ على الأرض. قد تعكس الأشعة الواردة من الشمس والتي يمكن أن تسهم في تأثير التبريد أينما ومتى تحدث هذه السحب ، أو تحبس إشعاع الموجة الأطول الذي ينعكس مرة أخرى من سطح الأرض والذي يمكن أن يسبب تأثير الاحترار. يعد ارتفاع السحب وشكلها وسمكها من العوامل الرئيسية التي تؤثر على التسخين المحلي أو تبريد الأرض والغلاف الجوي. السحب التي تتكون فوق طبقة التروبوسفير نادرة جدًا ورقيقة جدًا بحيث لا يكون لها أي تأثير على تغير المناخ. السحب هي عامل عدم اليقين الرئيسي في حساسية المناخ.

## السحب المنخفضة (2000 متر على مستوى الأرض)

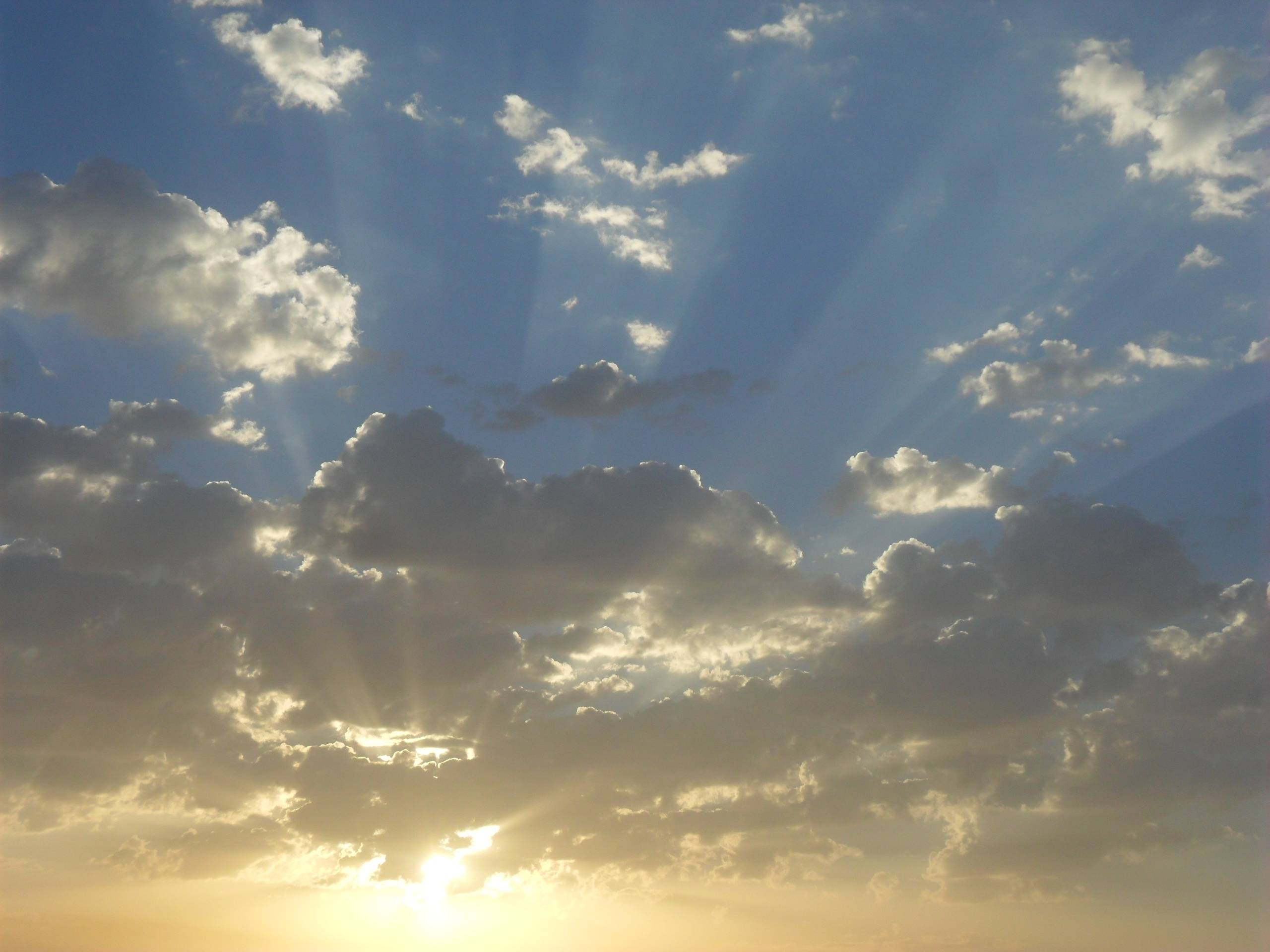
سحب مدينة الرياض قبل غروب الشمس.

### السحاب الطباقي المنبسط الخفيض أو الرهج

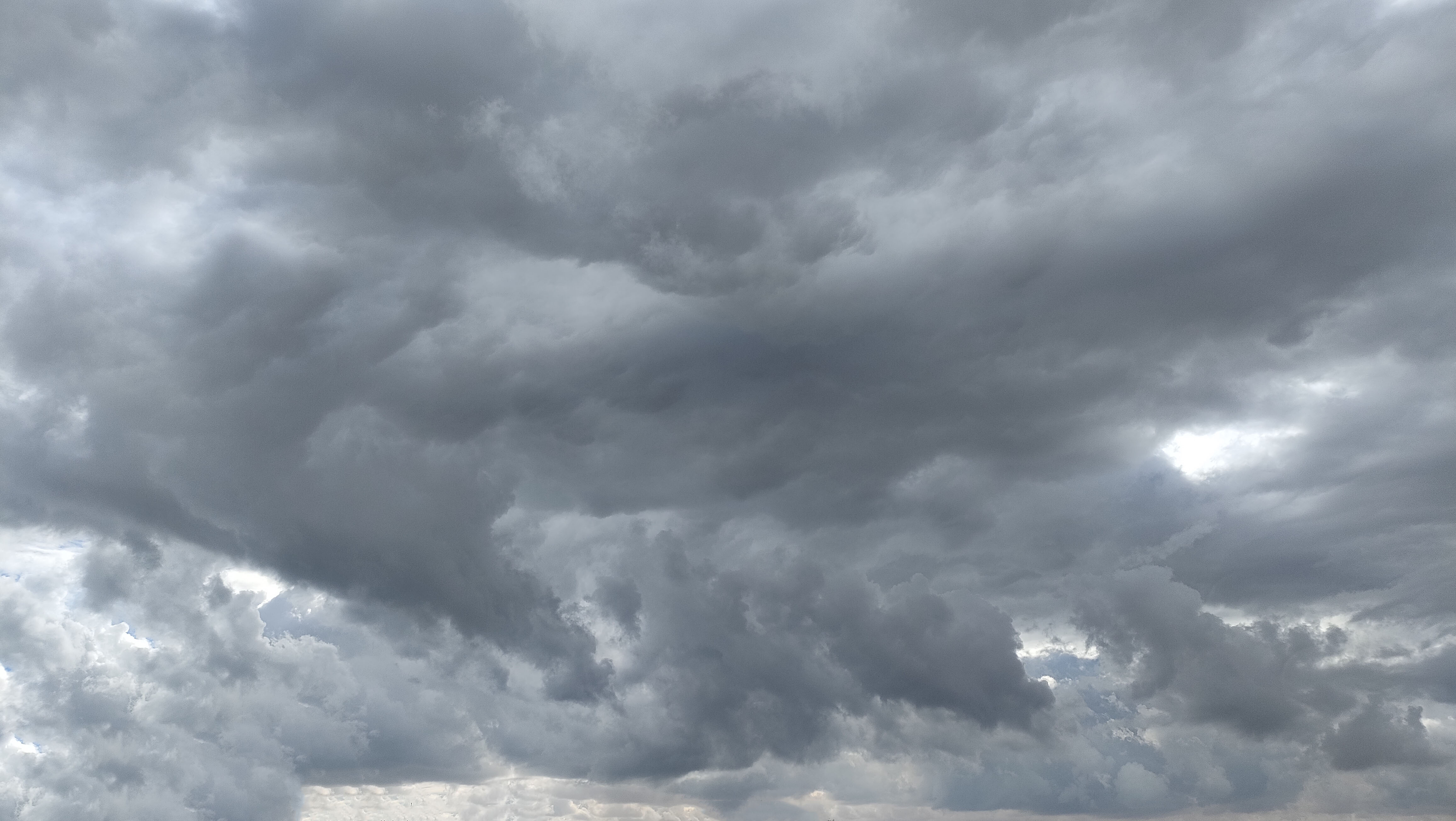
سحب رعدية بمدينة برج العرب الجديدة

السحاب الطباقي هو سحاب منخفض رمادي اللون قريب من سطح الأرض أشبه ما يكون بالضباب المرتفع، وأحيانًا على هيئة رقع مهلهلة تتركّب من قطيرات مائيّة دقيقة تتشكل بفعل تبريد الجزء الأسفل من الجو.
قد ينشأ من تأثير الحركة المزجيّة عندما يترطّب الهواء بواسطة الهطول الساقط من سحب الطبقي المتوسط أو الركام المزني أو المزن الطبقي.

### السحاب الركامي الطباقي
سحب منخفضة قريبة من سطح الأرض تبدو بشكل طبقة رماديّة يغلب عليها وجود أجزاء داكنة تترافق بهطول مطر خفيف وأحيانًا بثلوج.

### السحاب الركامي المنخفض أو الخفيض
يعرف هذا النوع من السحب عند العرب باسم القرد، وهي سحب منخفضة تنمو بشكل رأسي شديدة السماكة والكثافة، تكون الأجزاء المضاءة من الشمس بيضاء وتكون قاعدتها داكنة نسبيًا ومهلهلة في بعض الأحيان، وتتكوّن من قطرات مائيّة ويمكن أن تكون في أجزائها العلويّة مُكوّنة من بلورات ثلجيّة، تتشكل على طول الجبهات الباردة من المنخفضات الجويّة وتترافق بهطول على شكل زخّات من المطر.

### المزن الركاميّة أو الركام المزني
يعرف في لسان العرب باسم الصيب، وهي سحب شديدة الكثافة والضخامة لها امتداد رأسي كبير، بإمكانها أن تمتدّ من سطح الأرض إلى نهاية طبقة التروبوسفير، مظهرها يشبه مظهر الجبال وغالبًا ما يكون جزءها العلوّي متفلطحًا بشكل سندان.
تتركب من قطرات مائيّة وبلورات ثلجيّة ويكون التهاطل على شكل زخّات شديدة من المطر أو الثلج أو البرد ويندر أن يهطل البرد من سواها.
وهي أشهر أنواع السحب وأكثرها قوّة وتحمل في داخلها قوّة ديناميكيّة هوائيّة خارقة بإمكانها الإطباق على جناحي طائرة ركّاب، كما تحمل في باطنها أكثر شحنات كهربائيّة وأكثرها قوّة وبإمكان شرارة برق صادرة منها أن تمد مدينة بالكامل بالكهرباء، وهي السحابة الوحيدة التي تتميّز بشكلها المُهيب والمُخيف، وهذا النوع من السحب يتميّز بقربه من سطح الأرض وعلو قمّته، فنمو القمّة مُستمر حتى تصطدم بطبقة الغلاف الجوي الأولى، فتنحرف القمّة لتتمدد بشكل جانبي، حتى يتم ما يُسمى بالسندان.

## السحب المتوسطة (6000-2000 متر)

### السحاب الركامي المتوسط
سحب متوسطة الارتفاع تتكوّن من قطرات مائيّة تتحوّل إلى بلورات ثلجيّة عند انخفاض درجة الحرارة.

### السحاب الطباقي المتوسط
سحب متوسطة الارتفاع تأخذ شكل صفائح أو طبقات متجانسة، وقد تغطي السماء كليًّا أو جزئيًّا كما تبدو بعض أجزائها رقيقة، ويمكننا من رؤية الشمس من خلالها ولكن بلون باهت، وهي تتركّب من قطرات مائيّة وبلورات جليديّة تؤدي في بعض الأحيان بمشيئة الله إلى تهاطل مطري وأحيانًا ثلجي.

### المزن الطباقيّة
تبدو على شكل طبقة رماديّة اللون تحجب الشمس تمامًا وتصبح غالبًا سحبا مُنخفضة يُصاحبها هطولات مطريّة وثلجيّة.

## السحب المرتفعة (6000–12000 متر)

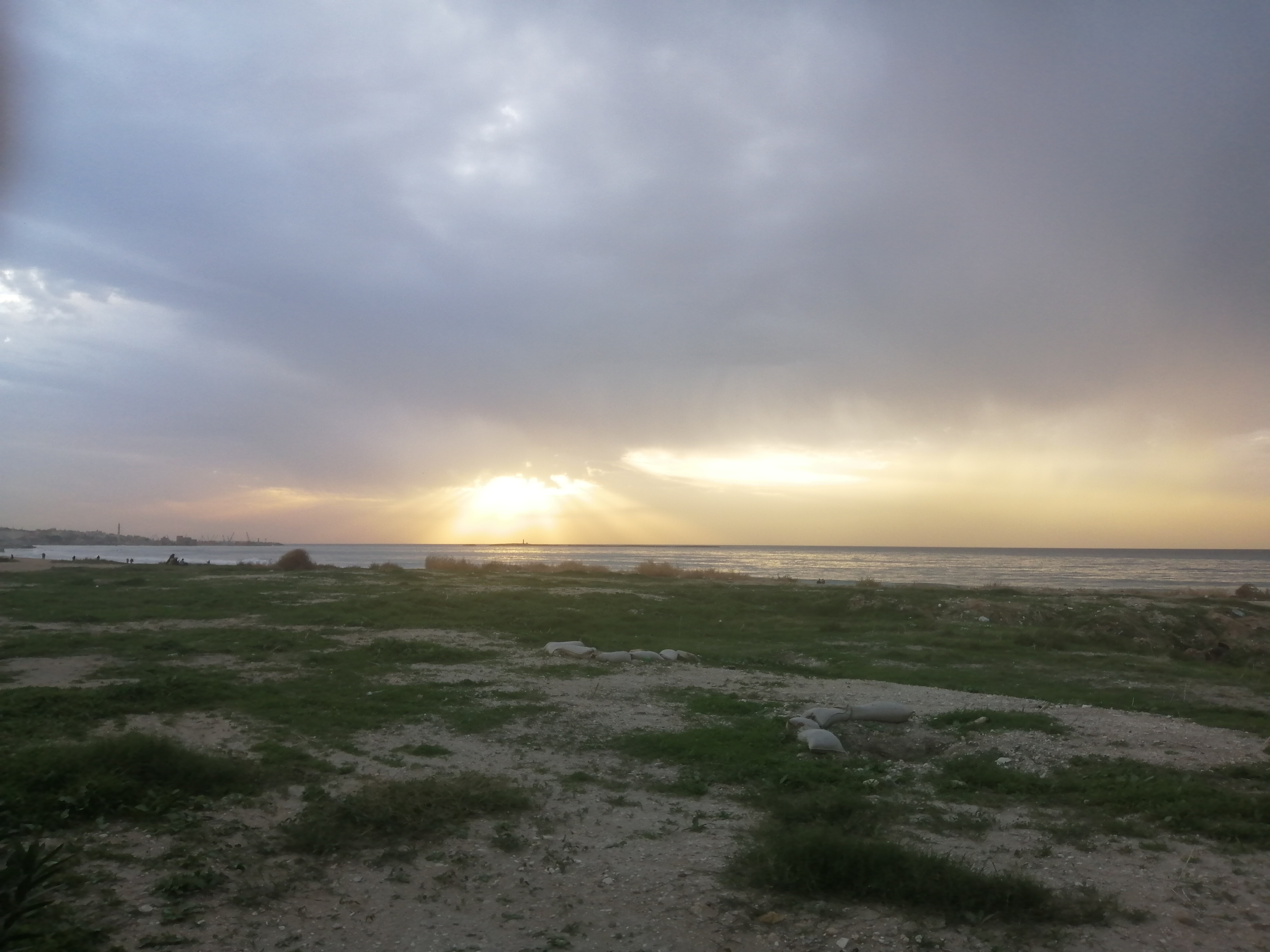
السحاب الطباقي المرتفع أو السمحاق الطباقي

### السحاب الرقيق المرتفع

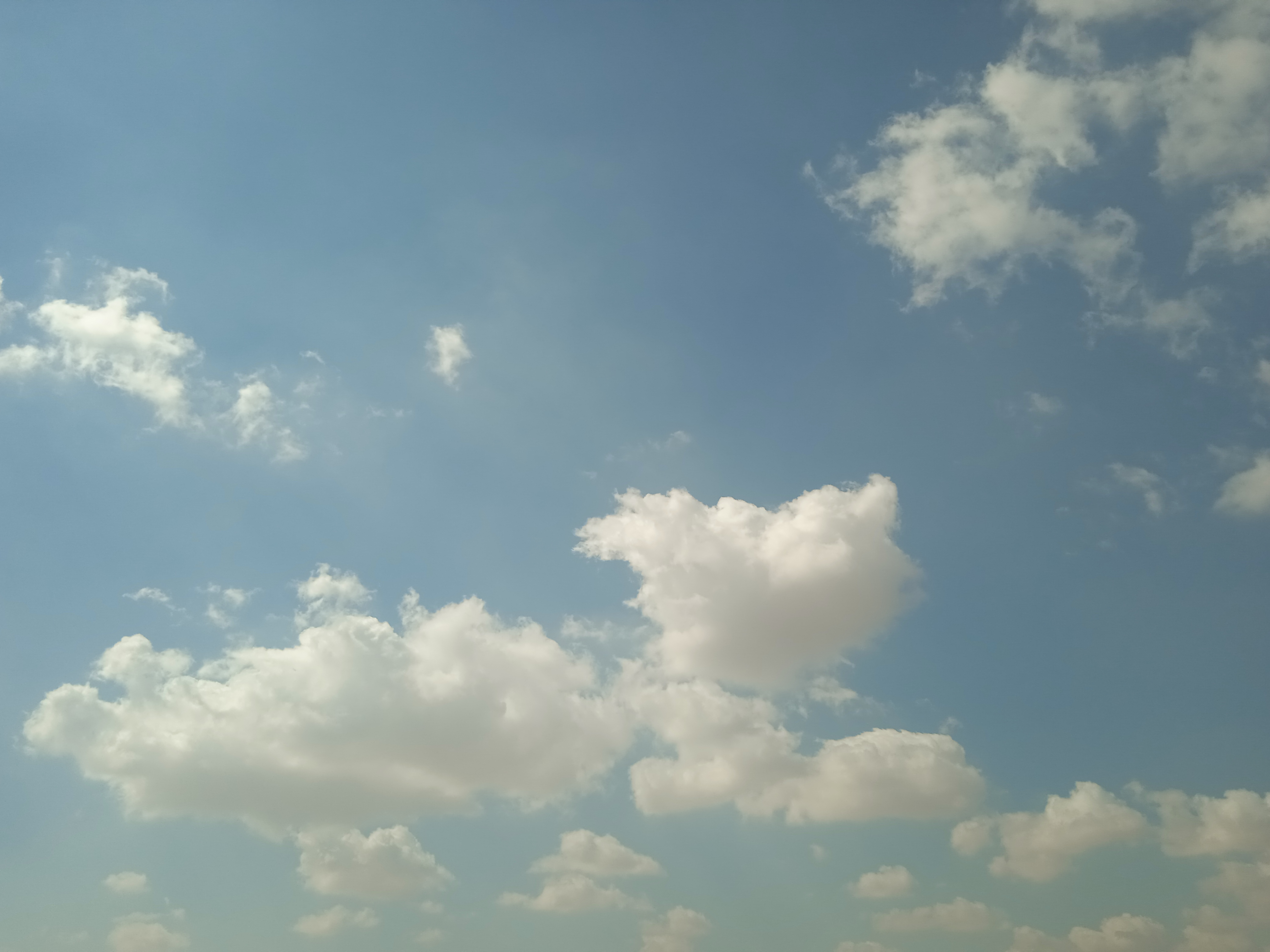
سحاب رقيق مرتفع.

يُطلق عليه العرب اسم القزع، وهي سحب عالية تتواجد على ارتفاع 6 كم وما يزيد عن ذلك، وعادةً لا تغطي السماء كلها ولونها يميل للبياض، كما تتركب من بلورات ثلجيّة دقيقة الحجم لا تؤدي إلى أيّ هطول، ظهورها يعد نذير وبشير لحدوث تغييرات في الجو.

### السمحاق الركامي
تظهر هذه السحب على أشكال كرويّة أو على شكل خطوط أو موجات تشبة تجاعيد رمال الصحراء. تدل هذه السحب بصفة عامة على الجو الصحو ولكنها قد تكون في مقدمة عاصفة إذا ما ازدادت كثافتها وقلَّ ارتفاعها ويرمز لها بـِ(Cc).

### السحاب الطباقي المرتفع أو السمحاق الطباقي
يُمثّل هذا الصنف سُحبًا عالية شفافة تغطي السماء كليًّا أو جزئيًّا ولا تحجب أشعة الشمس تمامًا، كما تترافق عادةً بشكل هالة حول الشمس أو القمر، وهي تتركب في الغالب من بلورات ثلجيّة لا يرافقها هطول.

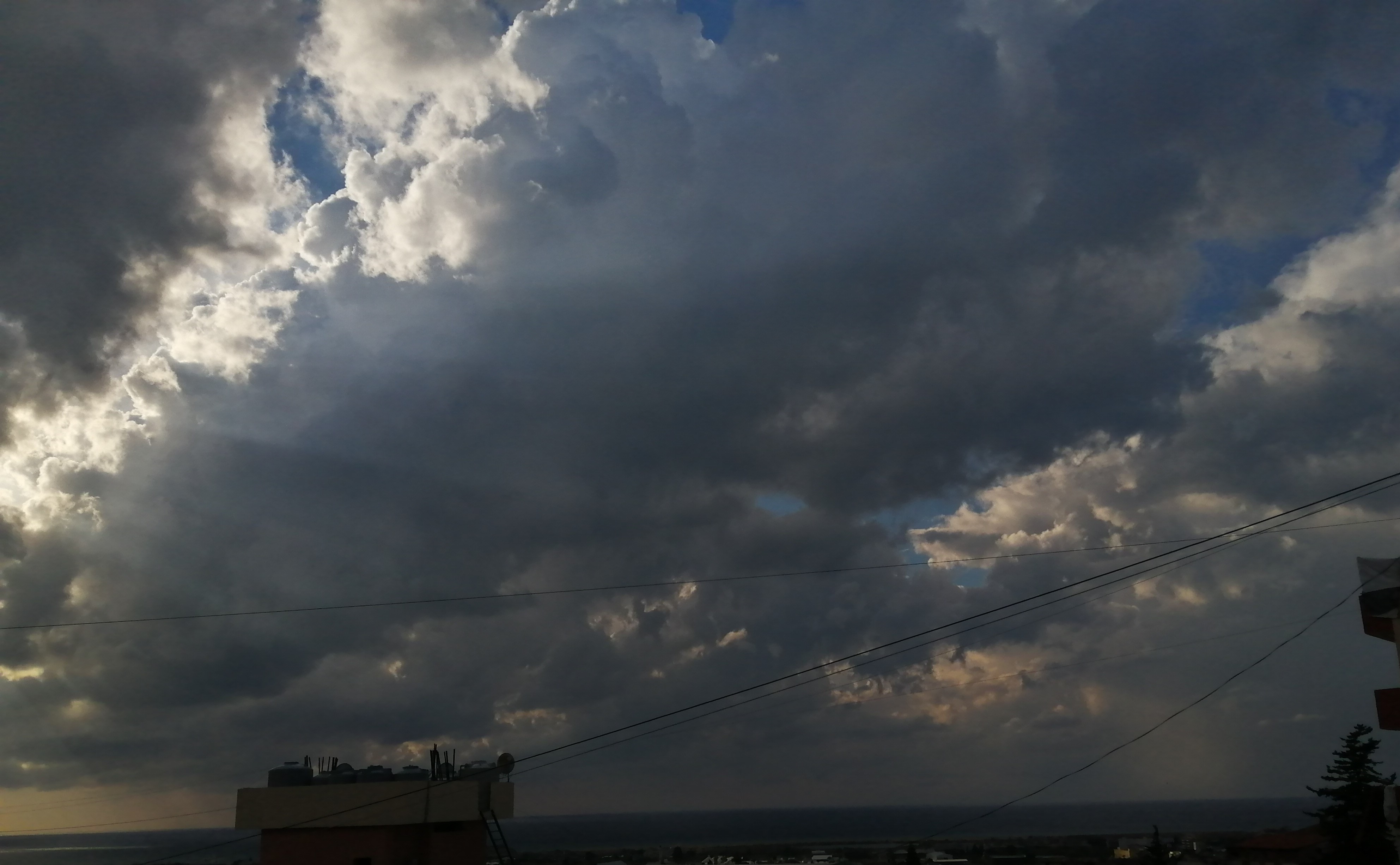
غيوم سكود (الغيوم التبعية)